# (46702) Linapucci
(46702) Linapucci (1997 DX) – planetoida z pasa głównego asteroid okrążająca Słońce w ciągu 3,48 lat w średniej odległości 2,29 au. Odkryta 28 lutego 1997 roku.